# Aslan Tchakušinov
Aslančerij Kitovič Tchakušinov (in russo Асланчерий Китович Тхакушинов?, in adighè: ТхьакIущынэ Аслъан Кытэ ыкъор; Uljap, 12 luglio 1947) è un insegnante e politico russo, Presidente della Repubblica di Adighezia dal 2007 al 2017 ed è di etnia adighè.

## Biografia
Tchakušinov è nato nell'aul di Ulyap, nel Krasnogvardejskij rajon e si è laureato in pedagogia nel 1971 all'Università di Stato dell'Adighezia. Nel 1977 ha conseguito una seconda laurea in sociologia presso la stessa università. Ha lavorato all'Istituto Tecnologico Statale di Majkop dal 1983 al 2006, divenendo rettore dell'università nel 1994.
È stato rappresentante nel Consiglio Municipale di Majkop dal 1981 al 1990. È stato eletto all'Assemblea Nazionale (Khase) nel 1990.
È sposato e ha un figlio.